# Луганська обласна асоціація футболу
Луганська обласна асоціація футболу — обласна громадська спортивна організація, заснована 1990 року. Є колективним членом Української асоціації футболу. 

## Турніри
- Чемпіонат Луганської області з футболу
- Кубок Луганської області з футболу
- Суперкубок Луганської області з футболу
- Чемпіонат Донбасу з футболу